# Fédération Luxembourgeoise d'Escalade de Randonnée sportive et d'Alpinisme
De Federation Luxembourgoise d'Escalade de Randonnée sportive et d'Alpinisme (FLERA) is een Luxemburgse, nationale sportbond voor klimmers en bergsporters.
De FLERA is de Luxemburgse evenknie van Nederlandse zustervereniging NKBV. De FLERA is onder andere verantwoordelijk voor het beheren van binnenlandse klimgebieden, het verlenen van wedstrijdlicenties, het organiseren van wedstrijden en het samenstellen en uitzenden van de nationale klimploeg van Luxemburg. De FLERA is lid van de internationale klimfederaties UIAA en IFSC.